# 13977 Frisch
13977 Frisch este un asteroid din centura principală de asteroizi.

## Descriere
13977 Frisch este un asteroid din centura principală de asteroizi. A fost descoperit pe 29 aprilie 1992 la Tautenburg de Freimut Börngen. El prezintă o orbită caracterizată de o semiaxă mare de 2,47 ua, o excentricitate de 0,19 și o înclinație de 15,7° în raport cu ecliptica.. A fost denumit astfel în onoarea lui Otto Robert Frisch‎‎.